# Dominium by Domino's
Dominium by Domino's (dawniej Pizza Dominium, Gusto Dominium) – polska sieć restauracji (pizzerii) serwujących dania kuchni włoskiej, przede wszystkim pizze, należąca do przedsiębiorstwa Dominium S.A. z siedzibą w Warszawie, które powstało w 1993 roku. Restauracje oferują swoje produkty również na wynos, a także z dostawą do klienta. Pod aktualną marką - Dominium by Domino's - sieć restauracji należąca do Dominium S.A. działa od grudnia 2020 roku, kiedy to spółka ta wraz z jej siecią około sześćdziesięciu lokali gastronomicznych została przejęta przez Domino’s Pizza Polska (DP Polska S.A.). Nie doszło jednak do fuzji prawnej obu podmiotów, a Dominium S.A. zachowała swoją odrębność prawną (tak jak należąca do niej sieć restauracji zachowała odrębną markę i odrębny od punktów Domino's, dotychczasowy model działania i wystrój) rozpoczynając jednocześnie ścisłą współpracę z DP Polska na zasadzie koncernu. Od tego czasu nastąpiło ujednolicenie marki i brandingu w komunikacji marketingowej na rzecz marki Domino's (marka Dominium nie została całkowicie wycofana, ale nie jest dalej rozwijana i promowana jako taka) oraz strony internetowej. W obu sieciach lokali gastronomicznych wprowadzono jednolitą ofertę produktową opartą na know-how należącym do Domino's. W obu sieciach obowiązują także takie same akcje promocyjne komunikowane pod marką Domino's.